# انتویی اتواهینی
انتویی اتواهینی (انگلیسی: Antwi Atuahene؛ زادهٔ ۱۷ دسامبر ۱۹۸۴) بازیکن بسکتبال اهل کانادا است.